# 천취안궈

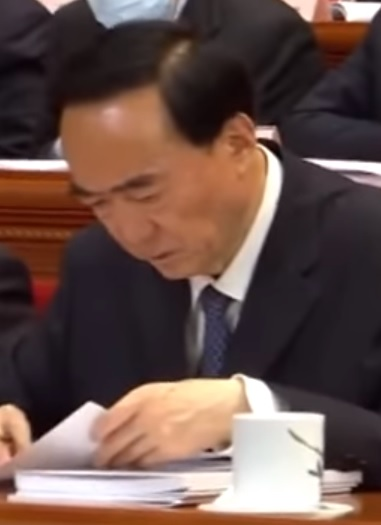

천취안궈(진전국, 중국어 간체자: 陈全国, 1955년 11월 ~ )는 중화인민공화국의 정치인이다. 허베이성 성장을 역임했으며, 현재 신장 위구르 자치구 중국 공산당 당위원회 서기이다.

## 경력
허난성 핑위현 출신으로 1976년 2월 중국공산당에 입당했다. 정저우 대학과 우한이공과대학을 졸업했다. 1997년 1월 우한자동차기술대학에서 경제학 석사 학위를 취득했다. 중국공산당 제17기 중앙후보위원과 18기 및 19기 중앙위원, 중앙정치국위원을 역임했다. 2009년부터 2011년까지 허베이성 성장을 지낸 후 2016년까지 티베트 자치구 당 위원회 서기를 거쳐 현재 신장 위구르 자치구 당위원회 서기로 있다. 신장 수용소와 관련이 있는 인물로 일컬어지고 있다.

## 미국 제재 대상
2019년 12월 미국 연방 하원이 중국 신장 위구르족 관련 법안을 가결하였다. 이 법안에는 위구르족 인권 탄압에 관여한 것으로 판단되는 중국 관리들에게는 비자 제한과 자산 동결 등의 제재를 부과하도록 하고 있다. 법안에는 제재 대상자로 신장 자치구 최고 책임자인 천취안궈 당서기의 이름도 명기되었다.
| 전임 후춘화 | 허베이성 성장 2009년 12월 ~ 2011년 8월 | 후임 장칭웨이 |

| 전임 장칭리 | 티베트 자치구 당 위원회 서기 2011년 8월 ~ 2016년 8월 | 후임 우잉제 |

| 전임 장춘센 | 신장 위구르 자치구 당위원회 서기 2016년 8월 ~ 2021년 12월 | 후임 마싱루이 |

1. ↑  “미 하원, 위구르 인권법안 채택...트럼프 "나토 회원국들 방위비 지출 늘려야"”. 2019년 12월 5일. 2025년 8월 12일에 확인함.